# 哥倫比亞時間

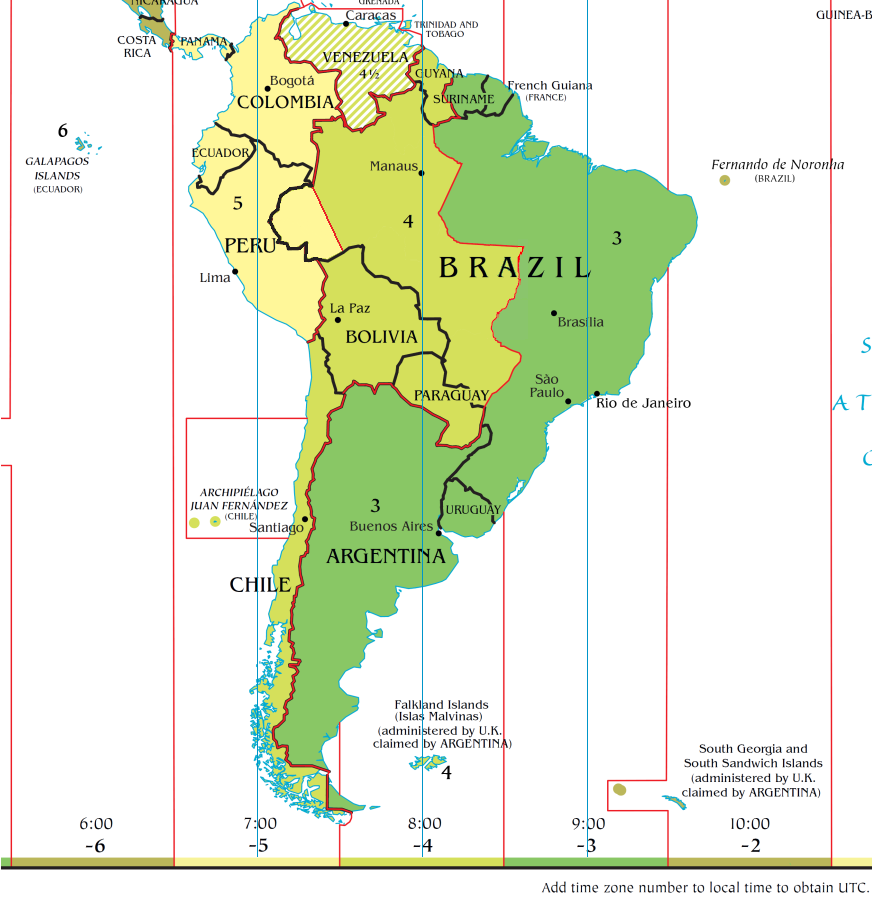
標示2014年標示時區的南美洲地圖。

哥倫比亞法定時間（西班牙語：Hora legal de Colombia），是由哥倫比亞政府提供，負責設定全國的標準時間。其是直接由國家計量學院 (INM) 的時間與頻率實驗室提供參考。其標準時間為UTC-5，比協調世界時晚5小時。

## 歷史與基礎
1914年，哥倫比亞根據《國際時間局創建公約》通過第91號法律，將全國統一時區設為GMT-5。1982年，哥倫比亞根據哥倫比亞經濟發展部頒佈的第2707號法令，進一步採用 UTC-5作為官方標準時間。
哥倫比亞當局設立法定時間的目的是為了在全國範圍內提供統一且準確的時間標準。哥倫比亞位於西經66°至79°之間，其統一基準定為通過首都波哥大的西經74°經線，涵蓋全國幾乎所有地區。

## 夏令時間
歷史上，哥倫比亞僅有一次在其領土上採用了夏令時間。1992年至1993年間，時任哥倫比亞總統塞薩爾·加維里亞·特魯希略的政府因受到厄爾尼諾現象導致水庫水量減少的影響，國家陷入能源危機，被迫實行為期一年以上的計劃性限電措施。為了減少停電帶來的負面影響，政府決定將全國時鐘提前一小時，從UTC-5調整為UTC-4，此舉於1992年5月2日午夜開始實施。該措施被非正式地稱為「加維里亞時間」，持續了九個月。此後，哥倫比亞未再採用夏令時間，全年均保持官方UTC-5時區。
事實上，早在1979年，當時的礦業部長阿爾韋托·瓦斯奎斯·雷斯特雷波就曾提出採用夏令時間的建議。

## 法律層面
根據2011年第4175號法令第6條第14款的規定，國家計量學院負責傳播、維護並協調法定時間。此項規定以1982年第2707號法令為前提，該法令正式確認哥倫比亞法定時間。

## 使用情況
該時間直接取自國家計量學院時間與頻率實驗室的參考標準，並根據2011年第4175號法令第6條第14款的規定執行。此法令創建國家計量學院，並使其脫離工商業監督局的管理範疇。法定時間在所有需要明確時間的法律場景中均有應用，例如合約、招標、拍賣等。公眾可透過網站horalegal.inm.gov.co （页面存档备份，存于）查詢該時間。

## 外部鏈接
- 哥倫比亞時間 （页面存档备份，存于）
- espejo en la página de la SIC